# Link (Mars)
Link – naturalna odkrywka skał na Marsie znajdująca się w kraterze Gale, 50 metrów od miejsca lądowania łazika Curiosity, miejsca noszącego nazwę Bradbury Landing. 
Odkrywka Link znajduje się  w grupie ciekawych trzech wychodni, z których pozostałe dwie to Goulburn i Hottah.
Na zdjęciu uzyskanym przez kamerę łazika Curiosity w wychodni skał widać zaokrąglone fragmenty żwiru lub zlepieńców, o wymiarach dochodzących do kilku centymetrów. Erozja wychodni powoduje rozpad zlepieńców żwiru, który opada na podłoże, tworząc stertę. Charakterystyczne cechy odkrywki są zgodne z cechami litej skały osadowej złożonej z ziaren żwiru scementowanych lepiszczem, albo skały, która powstała w wyniku osadzania się wody i składa się z wielu mniejszych zaokrąglonych i spojonych skał. Zaokrąglone ziarna (dowolnej wielkości) powstają w wyniku ścierania w transporcie rumowiska, poprzez oddziaływanie wiatru lub wody, podczas obijania się ziaren o siebie. W wychodni Link, żwirowe kamienie są zbyt duże, aby mogłyby być transportowane przez wiatr. Przy tej wielkości kamieni, zaokrąglenie wystąpiło w transporcie poprzez strumień wody.
Nazwa Link pochodzi od znaczącej formacji skalnej na terytoriach Północno-Zachodniej Kanady, gdzie znajduje się również jezioro o tej samej nazwie.